# Agama Nikaya
Per Āgama-Nikāya la storiografia contemporanea intende la raccolta degli insegnamenti più antichi, e probabilmente attribuibili almeno in parte al Buddha Śākyamuni, riportati nel Sutta Piṭaka del Canone pāli, dove rappresentano le cinque raccolte dei nikāya, e nel Āhánbù del Canone cinese, dove rappresentano le quattro raccolte degli āgama (cin. āhán).
Il Canone pāli raccoglie le scritture canoniche afferenti alla tradizione Theravāda, nella cui redazione ebbe un ruolo incisivo il monastero di Mahāvihāra (Anurādhapura, Sri Lanka), che corrispondono verosimilmente alle scritture dell'antica scuola indiana degli sthaviravadin-vibhajyavadin. Queste raccolte (dette in lingua pāli e in sanscrito nikāya) sono così suddivise:
- Dīgha Nikāya, 34 discorsi lunghi
- Majjhima Nikāya, 152 discorsi medi
- Saṃyutta Nikāya, 2.875 discorsi organizzati in 56 gruppi (Buddhaghosa lo stabilì in 7.762 discorsi).
- Anguttara Nikāya,  2.198 discorsi  (Buddhaghosa lo stabilì in 9.557 discorsi).
- Kuddaka Nikāya, 15 raccolte di discorsi (18 raccolte nel canone birmano).

Nel Canone cinese gli āgama (letteralmente, "ciò che è stato trasmesso") sono raccolti nella prima sezione, 阿含部 (Āhánbù ) [vol. 01-02]  460 rotoli, sezione dal n. 1 al n. 151 e sono così suddivisi:  
- Dīrghāgama (長阿含經, pinyin: Cháng āhán jīng, giapp. Jō agonkyō), 30 sutra, proveniente dalla scuola Dharmaguptaka, tradotto da Buddhayaśas e Zhu Fonian nel 412-13, corrisponde al Dīgha Nīkaya del Canone pāli.
- Mādhyamāgama (中阿含經 pinyin: Zhōng āhán jīng giapp. Chū agonkyō), 222 sutra, proveniente dalla scuola Sarvāstivāda, tradotto da Gautama Saṃghadeva nel 397, corrisponde al Majjhima Nikāya del Canone pāli.
- Saṃyuktāgama (雜含經 pinyin: Záhán jīng, giapp. Zōgon agonkyō), 136 sutra (ma è conservata anche una edizione con 364 sutra, T.D. 100), proveniente dalla scuola Mulasarvastivada, tradotto da Guṇabhadra, corrisponde al Samyutta Nikāya del Canone pāli.
- Ekôttarāgama (增一阿含經, pinyin: Zēngyī āhán jīng, giapp. Zōichi agonkyō), 473 sutra, forse proveniente dalla scuola Mahasanghika, tradotto da Gautama Saṃghadeva nel 387, corrisponde all'Anguttara Nikāya del Canone pāli.

Nel Canone cinese manca un testo che corrisponda al Kuddaka Nikāya del Canone pāli, tuttavia i Vinaya delle scuole del Buddismo dei Nikāya (fatto salvo quello riguardante la scuola Sarvāstivāda che parla solo di quattro agama) riportati nel Canone cinese indicano l'esistenza di quattro agama più lo Ksudraka Pitaka, un testo considerato a parte rispetto agli agama. Il Canone cinese non conserva questo pitaka ma solo alcune parti di esso, come il Dharmapada, che si ritrova nel Canone cinese ai nn. 210, 211 e 213.
Il Canone tibetano contiene solo alcune parti, non organizzate, degli Agama-Nikaya.